# Кріс Берд
Кріс Корнеліус Берд (англ. Chris Cornelius Byrd, * 15 квітня 1970, Флінт, Мічиган, США) — американський професійний боксер. Дворазовий чемпіон світу у важкій вазі, загалом переміг 5 бійців за титул чемпіона. Виграв 2 поєдинки, отримавші оцінку «5 зірок» від BoxRec. Входив в десятку найкращих важковаговиків світу за підсумком року за версією BoxRec з 1996 по 2003, найвища позиція — 4 (1998). Має боксерське прізвисько «Швидкий вогонь» (з англ. «Rapid Fire»).

## Аматорська кар'єра
На Іграх доброї волі 1990 у першій середній вазі (до 71 кг) програв Торстену Шмітцу (НДР).
На чемпіонаті світу 1991 у середній вазі (до 75 кг) програв у першому бою Рамону Гарбей (Куба).
На Олімпійських іграх 1992 завоював срібну медаль.
- В 1/16 фіналу переміг Марка Едвардса (Велика Британія) — 21-3
- В 1/8 фіналу переміг Олександра Лебзяка (Об'єднана команда) — 16-7
- У чвертьфіналі переміг Ахмеда Діна (Алжир) — 21-2
- У півфіналі переміг Кріса Джонсона (Канада) — 17-3
- У фіналі програв Аріелю Ернандес (Куба) — 7-12

## Професіональна кар'єра
28 січня 1993 року дебютував на професійному ринзі. Через три боя перейшов до важкої ваги.

### Статистика в боксі
| Результат | Противник          | Спосіб                           | Раунд     | Час  | Дата              | Місце                                      | Примітки                                                                                                  |
| --------- | ------------------ | -------------------------------- | --------- | ---- | ----------------- | ------------------------------------------ | --- |
| Перемога  | Матіас Сандоу      | Технічний нокаут                 | 4 (з 8)   | 1:30 | 21 березня 2009   | Штутгарт, Баден-Вюртемберг, Німеччина      | |
| Поразка   | Шон Джордж         | Технічний нокаут                 | 9 (з 10)  | 2:42 | 16 травня 2008    | Лас-Вегас, Невада, США                     | |
| Поразка   | Олександр Повєткін | Технічний нокаут                 | 11 (з 12) | 1:52 | 27 жовтня 2007    | Ерфурт, Тюрингія, Німеччина                | Етап відбору за право змагатись за титул чемпіона у важкій ваговій категорії за версією IBF.              |
| Перемога  | Пол Маріначчіо     | Відмова від продовження поєдинку | 7 (з 10)  | 0:01 | 18 квітня 2007    | Нассау, Багами                             | |
| Поразка   | Володимир Кличко   | Технічний нокаут                 | 7 (з 12)  | 0:41 | 22 квітня 2006    | Мангейм, Баден-Вюртемберг, Німеччина       | Втратив титул чемпіона у важкій ваговій категорії за версією IBF. Бій за вакантний титул за версією IBO.  |
| Перемога  | Даварріл Вільямсон | Рішення суддів (одностайне)      | 12 (з 12) | 3:00 | 1 жовтня 2005     | Рено, Невада, США                          | Захистив титул чемпіона за версією IBF.                                                                   |
| Перемога  | Джаміл МакКлайн    | Рішення суддів (одностайне)      | 12 (з 12) | 3:00 | 13 листопада 2004 | Нью-Йорк, США                              | Захистив титул чемпіона за версією IBF.                                                                   |
| Нічия     | Анджей Голота      | Рішення суддів (одностайне)      | 12 (з 12) | 3:00 | 17 квітня 2004    | Нью-Йорк, США                              | Захистив титул чемпіона за версією IBF.                                                                   |
| Перемога  | Фрес Окендо        | Рішення суддів (одностайне)      | 12 (з 12) | 3:00 | 20 вересня 2003   | Анкешвілль, Конектикут, США                | Захистив титул чемпіона за версією IBF.                                                                   |
| Перемога  | Евандер Холіфілд   | Рішення суддів (одностайне)      | 12 (з 12) | 3:00 | 14 грудня 2002    | Лас-Вегас, Невада, США                     | Завоював вакантний титул чемпіона за версією IBF у важкій вазі.                                           |
| Перемога  | Джефф Пеґс         | Технічний нокаут                 | 3 (з 10)  | 2:43 | 8 червня 2002     | Мічиган, США                               | |
| Перемога  | Девід Туа          | Рішення суддів (одностайне)      | 12 (з 12) | 3:00 | 18 серпня 2001    | Лас-Вегас, Невада, США                     | Елемінаторний поєдинок за версією IBF.Захистив титул чемпіона у важкій ваговій категорії за версією USBA. |
| Перемога  | Морріс Гарріс      | Рішення суддів (одностайне)      | 12 (з 12) | 3:00 | 12 травня 2001    | Нью-йорк, США                              | Завоював вакантний титул чемпіона у важкій ваговій категорії за версією USBA.                             |
| Перемога  | Девід Веддер       | Рішення суддів (одностайне)      | 10 (з 10) | 3:00 | 19 січня 2001     | Мічиган, США                               | |
| Поразка   | Володимир Кличко   | Рішення суддів (одностайне)      | 12 (з 12) | 3:00 | 14 жовтня 2000    | Кельн, Північний Рейн-Вестфалія, Німеччина | Втратив титул чемпіона у важкій ваговій категорії за версією WBO.                                         |
| Перемога  | Віталій Кличко     | Бій зупинено через травму Кличка | 9 (з 12)  | 3:00 | 1 квітня 2000     | Берлін, Німеччина                          | Завоював титул чемпіона у важкій ваговій категорії за версією WBO.                                        |
| Перемога  | Девід Вашингтон    | Технічний нокаут                 | 10 (з 10) |      | 19 січня 2000     | Мічиган, США                               | |
| Перемога  | Вал Сміт           | Технічний нокаут                 | 2 (з 10)  | 2:39 | 22 жовтня 1999    | Детройт, Мічиган, США                      | |
| Перемога  | Хосе Рібалта       | Технічний нокаут                 | 4 (з 10)  |      | 3 червня 1999     | Мічиган, США                               | |
| Перемога  | Джон Саргент       | Технічний нокаут                 | 2 (з 10)  | 2:00 | 8 травня 1999     | Філадельфія, Міссісіпі, США                | |
| Поразка   | Айк Ібеабучі       | Технічний нокаут                 | 5 (з 10)  | 2:59 | 20 березня 1999   | Такома, Вашингтон, США                     | |